# Städtisches Meerbusch-Gymnasium
Das Städtische Meerbusch-Gymnasium, im Rhein-Kreis-Neuss, wurde in heutiger Form im Jahr 1970 vom Meerbuscher Stadtrat beschlossen. Das Gymnasium wurde als Teil eines Schulzentrums in dem Ortsteil Strümp errichtet, welches ebenfalls 1970 bewilligt wurde.

## Schulchronik

### Planungen und Bau

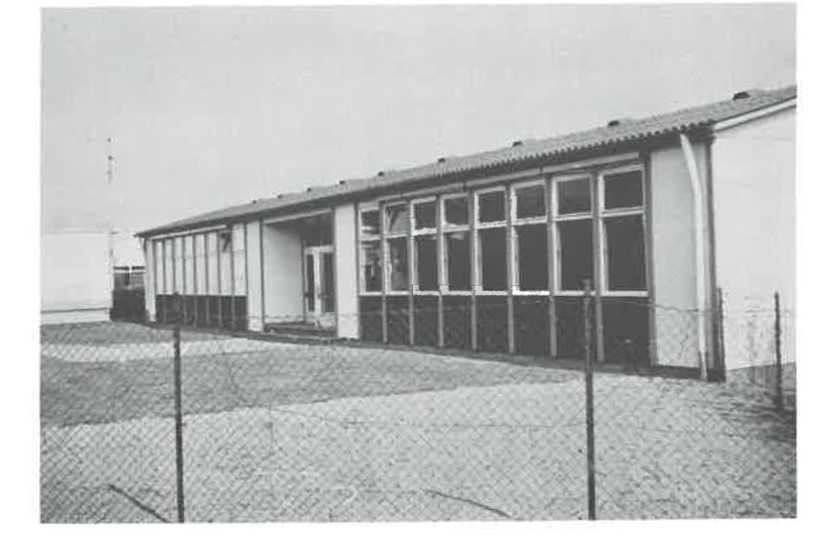
Pavillon auf der Görresstraße

Die ersten Planungen für ein Gymnasium im Großraum Osterath-Lank-Büderich reichen bis in das Jahr 1965 und ’66. Zu dieser Zeit existierte die Stadt Meerbusch noch nicht, da sie erst im Jahr 1970 gegründet wurde. Daher wurden erste Planungen von dem Osterather Gemeinderat und deren Schulausschuss vorgenommen, der jedoch auch Vertreter aus dem Amt Lank sowie der Gemeinde Strümp an den Planungen teilnehmen ließ. Da der Kreis Grevenbroich im Jahr 1966 in Kaarst ein Gymnasium einrichten ließ, wurde der Bau des Gymnasiums in Osterath erst im Jahr 1968 beschlossen. Unterrichtsbeginn war der 1. August 1968 in einem Gebäude in der Görrestraße. Zum Schulbeginn meldeten sich insgesamt 127 Schüler an und es wurden drei 6. Klassen gebildet. Als Schulleiter wurde Franz-Josef Nicola gewählt, der im Vorfeld die Leitung der Schule kommissarisch übernommen hatte. Im Jahr 1969 erhielt die Schule den Namen „Gymnasium Osterath“. Da das bisherige Schulgebäude aufgrund der steigenden Anmeldezahlen zu klein wurde, plante der Gemeinderat ein größeres Gebäude in Osterath-Bovert in der Nähe der heutigen Bahnhaltestelle „Bovert“. Der Rat gab allerdings bekannt, dass das Land Nordrhein-Westfalen den Bau frühestens im Jahr 1971 bezuschussen könne. Dadurch sahen sich die Schulleitung und der Rat gezwungen, nach einer Übergangslösung zu suchen. Aus diesem Grund zog ein Teil der Schule nach Strümp in das leerstehende Gebäude der alten Volksschule.

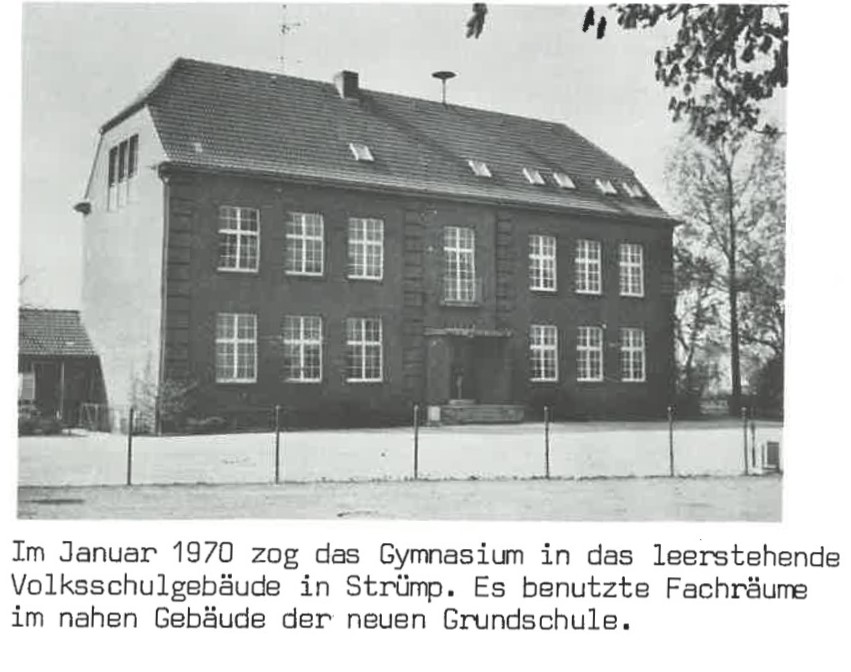
Gebäude der alten Volksschule

Als die Stadt Meerbusch sich schließlich im Jahr 1970 gründete, wurden die Planungen des Gemeinderates und des Schulausschusses an den neuen Stadtrat übergeben. Dieser entschied in der vierten Ratssitzung zwischen zwei verschiedenen Standorten für die Schule. Als erstes stand der vom Osterather Gemeinderat präferierte Standort zur Wahl, zum anderen ein Grundstück südlich der Landstraße L383 in Strümp. Der Rat entschied sich mit 24 gegen 16 Stimmen für den Standort in Strümp und so wurden die ersten wichtigen Vorbereitungen getroffen. Das Grundstück wurde gekauft und die Gesellschaft für kommunale Angelegenheiten (GKA) wurde beauftragt die weiteren Planungen und den Bau durchzuführen. Aus diesem Grund schlossen die Stadt und die GKA sowohl einen Planungsvertrag als auch einen Schiedsgerichtsvertrag. Die beiden Verträge wurden von dem damaligen Stadtdirektor Edgar Sonnenschein und den beiden Vertretern der GKA Hans Loy und Wolter Gospos verhandelt. Die nächsten drei Jahre wurden dazu genutzt, um das Gymnasium als Teil eines Schulzentrums zu planen. Das Schulzentrum sollte, so der Wunsch des Rates, ein vierzügiges Gymnasium, welches auf sechs Züge erweitert werden kann, sowie eine dreizügige Real- und eine dreizügige Hauptschule beinhalten. Der Spatenstich erfolgte schließlich am 4. August 1973.

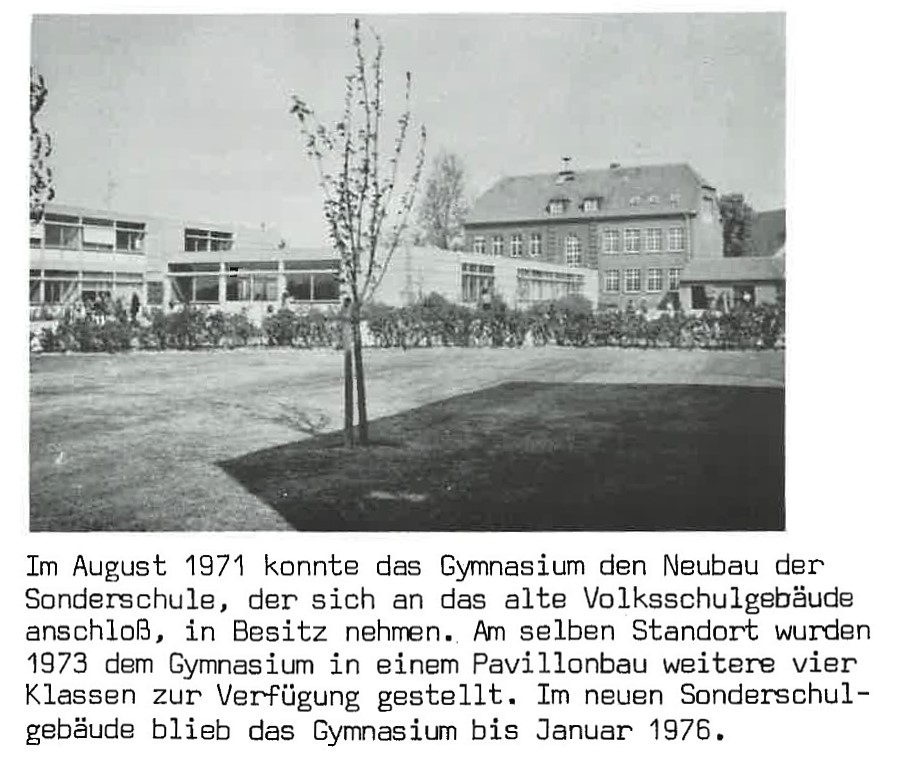
Neubau der Sonderschule

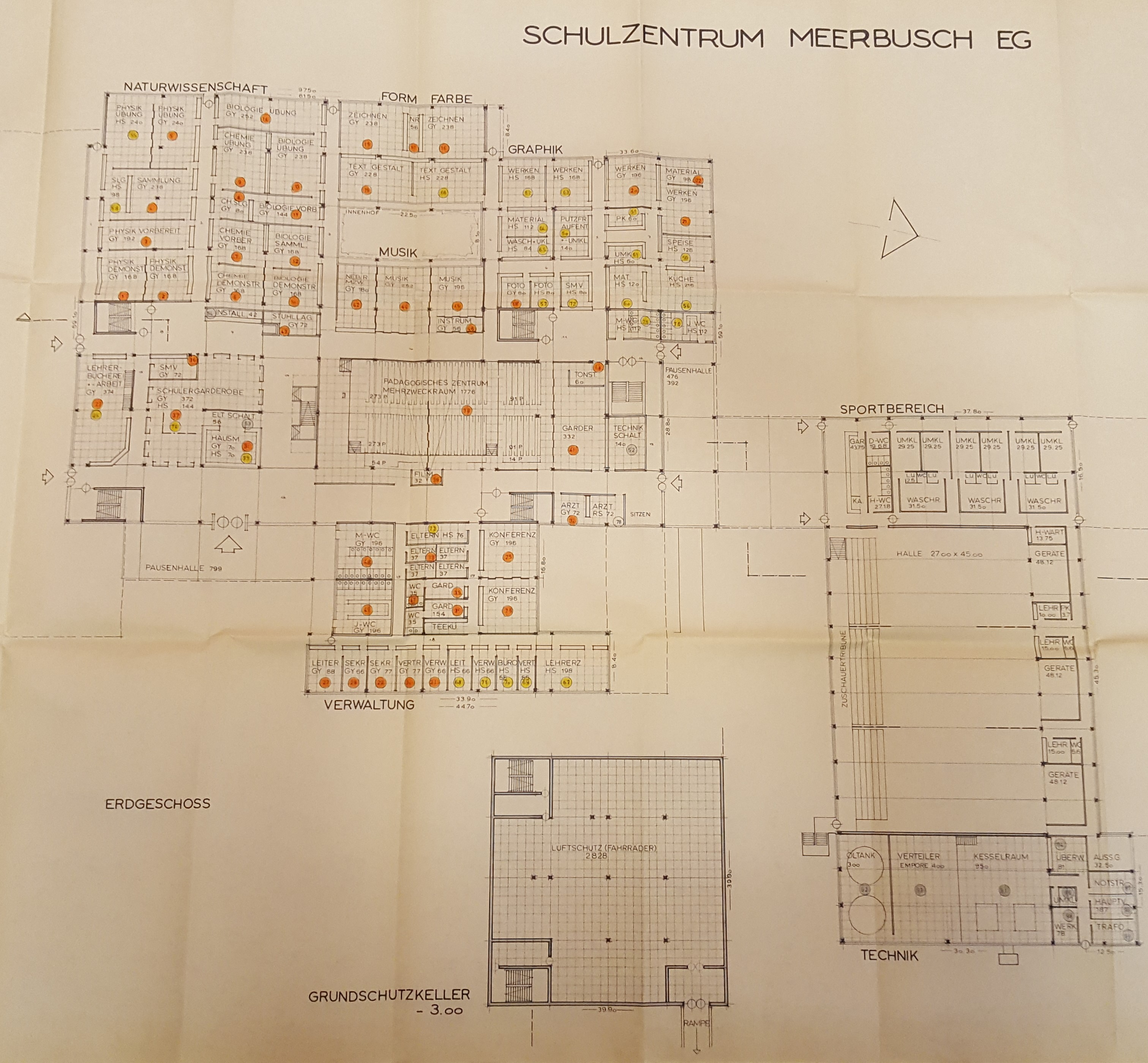
Planungsentwurf des Erdgeschosses des Städtischen Meerbusch-Gymnasiums in Strümp

Da der Unterricht im provisorischen Schulgebäude in Osterath jedoch in den Jahren 1972–1973 wieder ins Stocken geriet, wurde an der Görresstraße der „Blaue Pavillon“ gebaut, in dem bis zu vier Klassen gleichzeitig unterrichtet werden konnten. Der Bau in Strümp schritt voran, und es wurde über einen Schulnamen nachgedacht (siehe Namensgebung). Man entschied sich für den Namen „Städtisches Meerbusch-Gymnasium“, um der Stadt ein Denkmal zu setzen, falls diese von Düsseldorf eingemeindet werden sollte. Es kam jedoch anders, und Meerbusch blieb eigenständig, dank eines Gerichtsurteils des Verwaltungsgerichts Münster. Im Herbst 1974 zogen die ersten Klassen in die bereits fertiggestellten Klassenräume, um so den Klassenraummangel zu beheben. Der Bau wurde im Jahr 1975 fertiggestellt, und so konnten die Schüler zum Schuljahr 1975/76 in das Gebäude einziehen.

### Die Jahre 1974 bis 2011

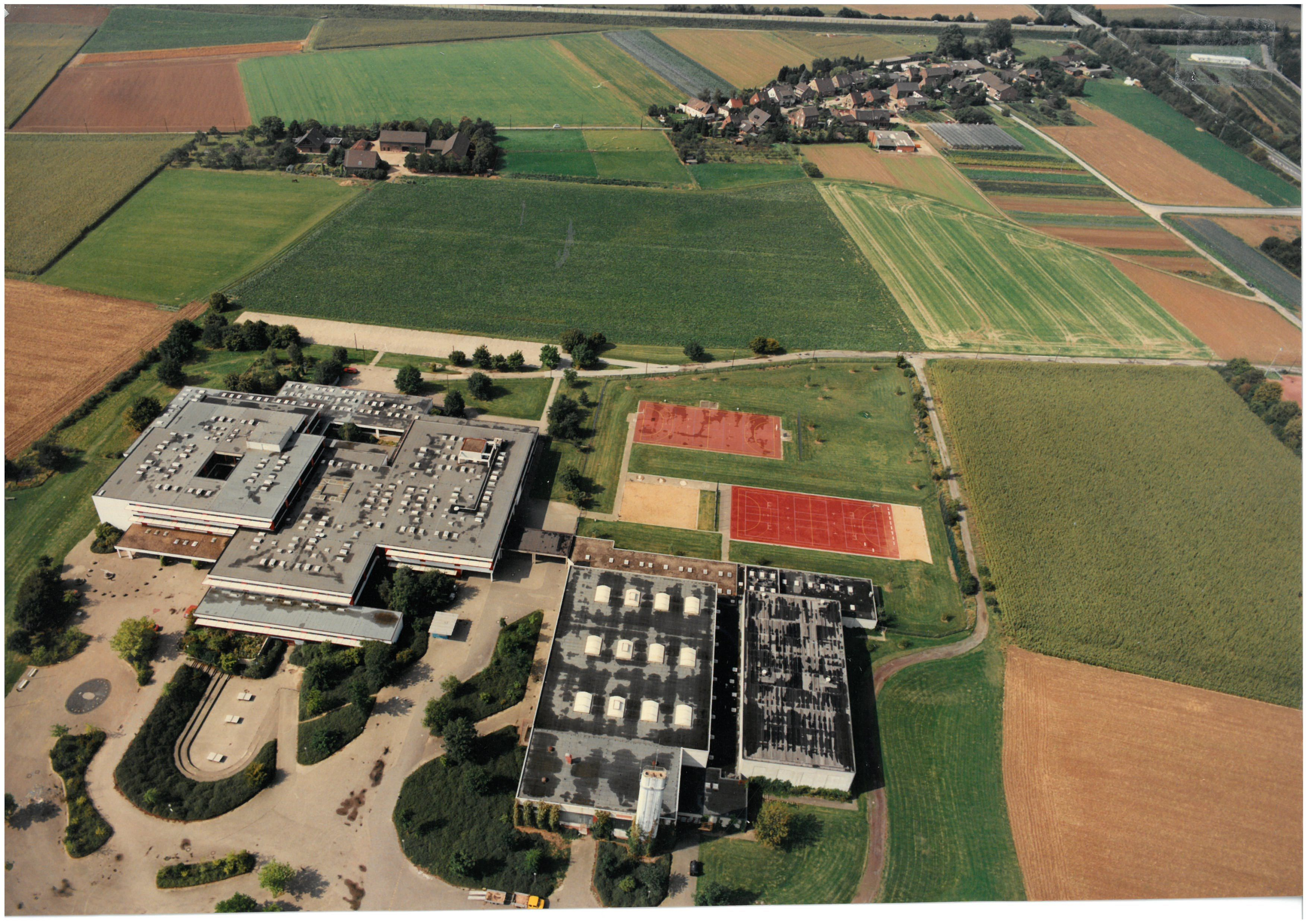
Luftaufnahme

Nachdem die Schüler ab 1974 in das Schulgebäude eingezogen waren, wurde eine Schulfeuerwehr gegründet, die sich, ähnlich wie die Jugendfeuerwehr heute, mit den Grundlagen der Brandbekämpfung und -vermeidung beschäftigte. Fünf Jahre später baute der 17-jährige Schüler Klaus Michael Rübsam in über 700 Stunden für das Gymnasium eine elektronische Orgel, nachdem der Schulleiter Nicola zuvor einen Orgelbausatz gekauft hatte.
Ein Jahr zuvor wurden die Planungen für eine zweite Turnhalle fertiggestellt. Diese wurden von dem damaligen Stadtoberbaurat Thomas geplant. Zudem wurden 1979 der Fahrradparkplatz und die Schulbücherei geplant und gebaut. Der erste Abiball an der Schule fand unter dem Motto „Tanz der Götter“ im Jahr 1982 statt. Im selben Jahr wurde der erste Informatikkurs unter der Leitung des Lehrers Franz Vogel gebildet. Ein Jahr später wurde die erste Projektwoche am SMG gefeiert, da die Schule 15-jähriges Bestehen feierte. 1989 kam der erste Kooperationskurs mit dem Mataré-Gymnasium in Büderich zustande, da sich nicht genügend Schüler für einen Physik-Leistungskurs meldeten. Im Jahr 1993 feierte die Schule schließlich 25 Jahre Schulgeschichte und veranstaltete im Februar ein Wintersportfest. Des Weiteren endete im selben Jahr der Samstagsunterricht. 1999 wurde die Schule ans Internet angeschlossen. Im Jahr 2000 wurde im Generellen sehr viel für den technischen Fortschritt getan, wodurch ein eigener PC-Raum für 60.000 DM eingerichtet wurde und die Idee eines Internetcafés aufkam. Für dieses Café wurden von Schülern und Eltern insgesamt rund 8000 DM gespendet. Neun Jahre später wurden am SMG die naturwissenschaftlichen Räume renoviert und auf den neusten technischen Stand gebracht. Es wurden ebenfalls 16 Keyboards für den Musikunterricht angeschafft. Zwei Jahre später begann die Sanierung der Schultoiletten für 300.000 €. Zudem wurde eine Schulmensa gebaut, die im Vorfeld von Schülern geplant wurde.

### Namensgebung
Die Schule gibt es seit 1968. Damals hieß sie aber noch „Gymnasium Osterath in Entwicklung“. Als das Gymnasium 1974 nach Meerbusch Strümp zog, brauchte man einen neuen Namen. Es wurden zehn Vorschläge eingereicht, über die dann bei einer Schulkonferenz abgestimmt wurde:
- „Rosalind-Franklin-Gymnasium Meerbusch“
- „Konrad-Zuse-Gymnasium Meerbusch“
- „Geschwister-Scholl-Gymnasium Meerbusch“
- „Städtisches Pascal-Gymnasium Meerbusch“
- „Wiesen-Gymnasium Meerbusch“
- „Matthias-Braun-Gymnasium Meerbusch“
- „Annette von Droste[-Hülshoff]-Gymnasium Meerbusch“
- „Rudolf-Lensing-Gymnasium Meerbusch“
- „Joseph-Beuys-Gymnasium Meerbusch“
- „Städtisches Meerbusch-Gymnasium“.

Für Letzteres entschied man sich, da sich der Name direkt auf die noch junge Stadt Meerbusch (gegründet 1970) bezieht. Die Stadt stand kurze Zeit nach ihrer Gründung schon wieder vor ihrer Auflösung. Um dies zu verhindern, gab man der Schule im Zentrum Meerbuschs die symbolische Rolle des Namensträgers, um durch das Gymnasium, in dem damals auch viele wichtige städtische Entscheidungen getroffen wurden, ein Denkmal für die Stadt Meerbusch und alle, die sich für sie engagiert haben, zu setzen.
In der offiziellen Erklärung zur Namensgebung heißt es:
„Die Wahl des Gymnasiums als Träger dieses Namens liegt darin begründet, dass dieses Gymnasium als Symbol der Leistungsfähigkeit und des Selbstbehauptungswillen der jungen Stadt eine bemerkenswerte ideelle Bedeutung gewonnen hat. […] Der Name „Städtisches Meerbusch Gymnasium“ bietet in seiner Originalität eine Identifikationsmöglichkeit […].“
1993 wurde abermals diskutiert, die Schule umzubenennen, jedoch wurde der Vorschlag von 91 Schülern und 17 Lehrern abgelehnt.

### Schulleiter seit 1968
Franz-Josef Nicola war der erste Schulleiter (1968–1989) und prägte die Entwicklung der Schule maßgeblich. Seine Fächer waren Mathematik, Physik und Informatik. Er verstarb im Jahre 2011.
Robert Staeck war seit Nicolas Pensionierung im Juni 1989 bis Januar 1990 kommissarischer Schulleiter. Er verstarb 2016.
Wolf-Werner Pickhardt war bis Januar 1990 stellvertretender Schulleiter und wurde bis zur Ernennung von Heidi Kranz als Schulleiterin im April 1990 als kommissarischer Schulleiter eingesetzt.
Heidi Kranz kam vom Städtischen Mataré-Gymnasium Meerbusch und war vom April 1990 bis 2002 Schulleiterin. Sie unterrichtete Deutsch und Französisch. Sie setzte sich verstärkt für den Schüleraustausch mit der französischen Partnerstadt Fouesnant ein und etablierte Französisch als erste Fremdsprache am SMG. 2002 ging sie schließlich in den Ruhestand.
Ulrich Keusen war von 2002 bis 2012 Schulleiter und unterrichtete Mathematik und Physik. Vorher war er stellvertretender Schulleiter an der städtischen Maria-Montessori-Gesamtschule Meerbusch in Meerbusch-Büderich. Er war für viele Modernisierungsmaßnahmen verantwortlich.
Stefan Holtschneider war von 2012 bis 2015 Schulleiter und unterrichtete Kunst und Biologie. 2015 bekam er eine Stelle in der Bezirksregierung.
Nachdem Dorothee Schiebler 2008 stellvertretende Schulleiterin geworden war, übernahm sie im Schuljahr 2015/16 die kommissarische Leitung und wurde schließlich 2017 zur Schulleiterin ernannt. Sie unterrichtet Biologie und Chemie.

### Schülerzahlen seit 1968

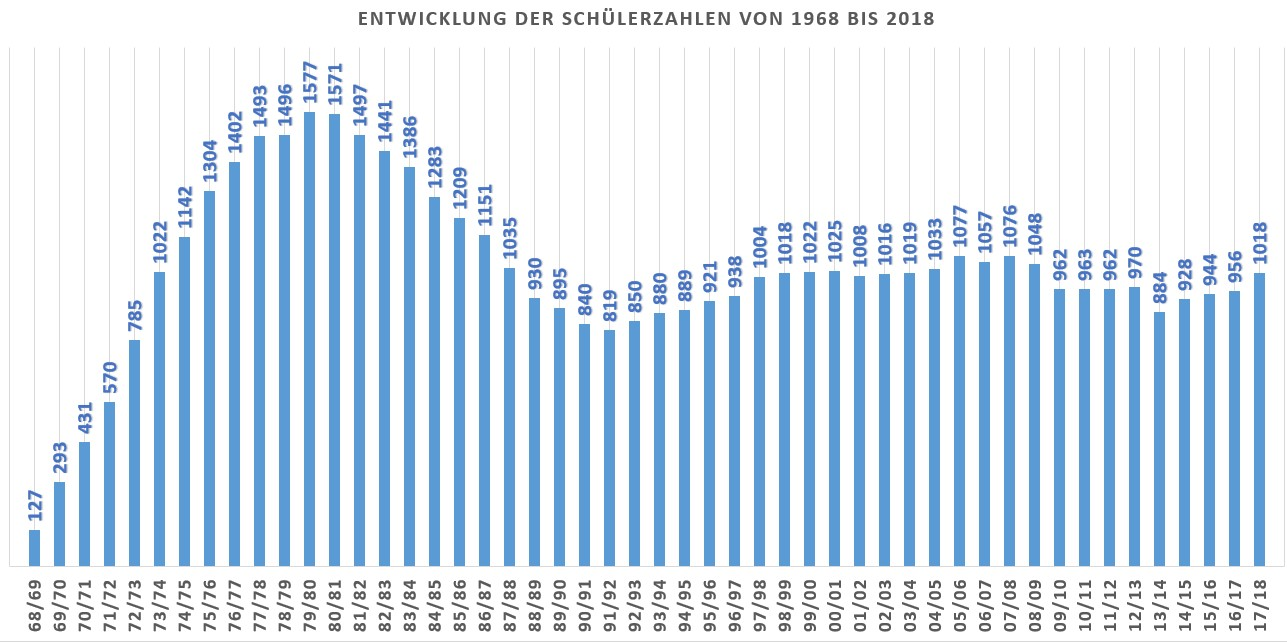
Schülerzahlen vom Städtischen Meerbusch-Gymnasium von 1968 bis 2018

## Ehemalige Schüler
- Peter Fettke (* 1973), Professor für Wirtschaftsinformatik
- Michael Götschenberg (* 1969), Journalist, Autor und ARD-Experte für Terrorismus und Innere Sicherheit
- Christian Jahl (* 1972), Musiker, Schriftsteller, Songwriter
- Oliver Keymis (* 1960), Politiker, Landtagsabgeordneter für Bündnis 90/Die Grünen in Nordrhein-Westfalen, dritter Vizepräsident des Landtages
- Heike Knispel (* 1963), Hörfunkmoderatorin
- Lutz Lienenkämper (* 1969), Politiker (CDU); seit Juni 2017 als Minister der Finanzen in den Kabinetten Laschet und Wüst in Nordrhein-Westfalen und ehemaliger Minister für Bauen und Verkehr (2009–2010)
- Eva Quadbeck (* 1970),  Journalistin
- Stephan Runge (* 1962), Schauspieler, Musiker, bildender Künstler
- Jan Weiler (* 1967), Journalist, Buchautor